# Strada principale 11 (Slovenia)
La strada principale 11 (in sloveno glavna cesta 11) è una strada statale della Slovenia, che collega Capodistria con il valico confinario di Dragogna.

## Percorso
La strada nasce alla rotatoria nei pressi del varco del porto di Capodistria. La strada prosegue verso sud sino all'innesto per Ancarano (Ankaran), a questo punto svolta verso ovest per poi scavalcare la superstrada H5 e la H6 grazie ad un viadotto. Al termine del viadotto la strada rettilinea incrocia la strada 111.
Successivamente si inerpica con due corsie in salita ed una in discesa. Raggiunge la sella di Monte di Capodistria (Šmarje) per poi riscendere il colle verso Dragogna e terminare successivamente sul fiume Dragogna e confinare con la Croazia.
La strada continua nella repubblica croata come D200.